# SNCASO SO-6020 Espadon
Lo SNCASO SO-6020 Espadon (in francese pesce spada) era un turbogetto da caccia ad ala media prodotto dal consorzio francese Société nationale des constructions aéronautiques du sud-ouest (SNCASO) a cavallo tra gli anni quaranta e cinquanta.

## Storia

### Sviluppo
Il progetto dello SNCASO SO-6020 nacque sulla base di una specifica emessa dalle autorità francesi nel marzo del 1946 con la quale si richiedeva un velivolo da caccia, alimentato da un motore a reazione.
Lo staff tecnico della SNCASO, sotto la guida di Lucien Servanty, presentò un velivolo dalla configurazione inconsueta, caratterizzato dalla presa d'aria ventrale e dall'ampia cabina di pilotaggio che venne in alcuni casi interpretata come quella di un velivolo biposto. Monomotore, alimentato dal turbogetto di costruzione britannica Rolls-Royce Nene, il primo prototipo venne portato in volo il 12 novembre del 1948.
Questo primo esemplare venne esposto al Salone di Parigi del 1949, ma già il successivo, portato in volo il 16 settembre dello stesso anno, incorporava alcune modifiche; la più evidente era rappresentata dallo spostamento nel tronco della fusoliera della presa d'aria per il motore.
La fase di sviluppo procedette con il terzo velivolo che, sebbene facente parte del lotto di prototipi previsti, venne ulteriormente modificato con la riduzione delle dimensioni della cabina di pilotaggio e, soprattutto, con l'introduzione del sistema misto di propulsione che affiancava al motore Nene (secondo alcune fonti uno degli esemplari di Hispano-Suiza Nene prodotti su licenza) il motore a razzo SEPR 251. Alcune fonti darebbero questo velivolo immediatamente indicato come SO-6025, mentre altri indicano una prima classificazione come terzo esemplare della serie SO-6020. Si trattava comunque di un esemplare dotato di superficie alare maggiorata (per ovviare a problemi riscontrati nelle prove realizzate con i primi due velivoli); venne portato in volo il 28 dicembre 1949.
Il passo successivo nello sviluppo dell'Espadon fu la realizzazione di un esemplare ulteriormente modificato nelle ali che, pur mantenendo inalterata l'apertura, vennero nuovamente ampliate in quanto a superficie. Alleggerito di circa 1 300 kg nel peso al decollo, manteneva la motorizzazione originaria con il solo turbogetto Nene nel corpo della fusoliera alimentato dalla doppia presa d'aria laterale. In questo caso il volo inaugurale ebbe luogo il 3 settembre 1950.
Nell'autunno seguente venne realizzata un'ulteriore modifica progettuale, realizzata mediante la modifica del secondo esemplare della serie SO-6020: equipaggiato anche in questo caso con il motore a razzo SEPR 251 (realizzato dall'azienda parigina Societe d'Etude de la Propulsion par Reaction) venne impiegato per test sulla propulsione mista; volò per la prima volta il 15 ottobre e due anni dopo venne mostrato al Salone di Parigi.
L'ultima modifica apportata alla cellula dell'Espadon risulta essere l'installazione di due turbogetti Turbomeca Marboré (dotati di postbruciatore) installati alle estremità alari, in luogo del singolo Nene in fusoliera. Propedeutica alla realizzazione del Trident, tale modifica (dalle scarse fonti rinvenute) risulta realizzata sul primo esemplare costruito, che avrebbe comunque mantenuto la denominazione originaria.
Malgrado le prestazioni messe in mostra nel corso delle prove, durante le quali il SO-6020 divenne il primo velivolo di costruzione europea ad infrangere il muro del suono in volo orizzontale (il 15 dicembre 1953), l'Espadon venne comunque scartato dalle autorità che gli preferirono il Dassault MD 450 Ouragan; rimase pertanto allo stato di prototipo ed i pochi esemplari realizzati furono utilizzati ancora per lo svolgimento di prove di armamenti, motori e seggiolini eiettabili.

### Descrizione tecnica
L'Espadon era caratterizzato dalla struttura interamente metallica e dalla fusoliera a sezione circolare. L'ala media a sbalzo era dotata di leggero angolo di freccia positiva, così come positivo era langolo diedro formato tra le ali e la fusoliera; la coda aveva disegno convenzionale con l'impennaggio monoderiva e piani orizzontali anch'essi a freccia. Il carrello d'atterraggio era di tipo triciclo anteriore completamente retrattile, con gli elementi principali incernierati a metà delle semiali e rientranti verso il centro del velivolo.
La propulsione era affidata ad un turbogetto Rolls-Royce Nene (come detto, secondo alcune fonti in almeno un esemplare nella versione autoctona, costruita su licenza dalla Hispano-Suiza), capace di 2 260 kg di spinta, che consentiva al velivolo di raggiungere la velocità di 980 km/h alla quota di 1 000 m.
Sebbene mai costruito in serie o per ruoli operativi, l'Espadon era progettato per accogliere (nel cono anteriore della fusoliera) sei cannoni calibro 20 mm., oppure quattro calibro 30 mm.

## Versioni
- SO-6020
  - SO-6020.01: primo prototipo realizzato; era caratterizzato dalla presa d'aria per il motore disposta in posizione ventrale. Inizialmente motorizzato con un singolo turbogetto Rolls-Royce Nene, tra la fine del 1953 e l'inizio del 1954 venne modificato mediante l'installazione di due turbogetti Turbomeca Marboré disposti alle estremità delle semiali (configurazione successivamente ripresa dalla SNCASO nella realizzazione del modello Trident).
  - SO-6020.02: secondo esemplare; si differenziava per le prese d'aria ai lati della fusoliera, in corrispondenza del bordo d'uscita alare. Modificato con l'installazione di un motore a razzo SEPR.251 disposto nel cono posteriore della fusoliera, venne ridenominato SO-6026.
  - SO-6020.03: terzo ed ultimo esemplare della prevista serie iniziale di prototipi. Caratterizzato dall'installazione di un motore a razzo SEPR.251 in una gondola ventrale, dalla superficie alare leggermente ampliata rispetto ai primi due velivoli della serie e dall'abitacolo di dimensioni ridotte; venne ridenominato SO-6025.
- SO-6021: sviluppo dotato di velatura di maggior superficie, fusoliera di sezione ridotta e di abitacolo di disegno rivisto; le dimensioni più contenute avevano portato anche alla sensibile riduzione del peso al decollo.
- SO-6025: denominazione attribuita in un secondo tempo al terzo esemplare di SO-6020.
- SO-6026: denominazione assegnata al secondo esemplare di SO-6020, dopo l'installazione (in aggiunta al turbogetto Nene) del motore a razzo SEPR 251.